# Matt Palmer (football)
Pour les articles homonymes, voir Matt Palmer et Palmer.
Matthew Thomas Palmer (né le 27 février 1995 à Derby) est un footballeur anglais. Il joue depuis 2012 au poste de milieu de terrain avec le club de Notts County.

## Carrière
Le 25 janvier 2017, il rejoint Rotherham United.
Le 5 juillet 2019, il est prêté à Bradford City.
Le 31 janvier 2020, il rejoint Swindon Town.
Le 16 octobre 2020, il est prêté à Wigan Athletic.

## Palmarès
- Champion d'Angleterre de League Two (D4) en 2015 avec Burton Albion
- Swindon Town
  - champion d'Angleterre de D4 en 2020.